# Marie Reichert
Stella Marie Reichert (Kassel, 16 de abril de 2001) é uma jogadora de basquete alemã.

## Carreira
Reichert vem de uma família de basquete, seu pai e irmão também praticavam o esporte. Ela jogou pelo CVJM Kassel e se mudou para o BC Marburg em 2014. Lá, ela foi promovida no centro de desempenho de basquete feminino. Em 2017, ela participou do Campeonato Europeu Sub-16. A ala de 1,85 metros de altura e jogadora interna era membro do Bender Baskets Grünberg na 2ª Bundesliga. Em julho de 2019, Reichert fez parte da seleção alemã que competiu na Copa do Mundo Sub-19 na Tailândia.
Para a temporada 2019/20, Reichert mudou-se para a Old Dominion University, no estado americano da Virgínia. Ela participou de 30 jogos e teve uma média de 4,8 pontos por jogo. Na temporada 2020/21, ela não participou da temporada devido à pandemia de COVID-19, e em fevereiro de 2021 foi convidada para os treinos do clube da Bundesliga BG 74 Göttingen e então na temporada 2021/22 ela foi elegível para jogar pelo clube da Baixa Saxônia. Em novembro de 2021, ela fez sua primeira aparição em uma partida internacional A. Em 2022, Reichert se juntou ao clube da Bundesliga Osnabrücker SC.
Nos Jogos Olímpicos de Verão de 2024, em Paris, conquistou a medalha de ouro no torneio feminino do basquetebol 3x3, após vencer na final confronto contra a equipe espanhola por 17–16, ao lado de Elisa Mevius, Sonja Greinacher e Svenja Brunckhorst.